# Instytut Przestrzeni Obywatelskiej i Polityki Społecznej
Instytut Przestrzeni Obywatelskiej i Polityki Społecznej – instytut naukowo–badawczy z siedzibą w Warszawie, który powstał przy Wyższej Szkole Handlu i Prawa im. Ryszarda Łazarskiego. Celem instytutu jest działanie na rzecz wzrostu świadomości obywatelskiej oraz demokratyzacji życia publicznego i ekonomicznej transformacji w Polsce i krajach ościennych.
Na terenie Instytutu odbywa się dialog pomiędzy młodymi naukowcami, pochodzącymi z krajów byłego Związku Radzieckiego i bloku sowieckiego, a uczonymi z krajów anglosaskich i Europy Zachodniej.
Dyrektorem Instytutu jest sędzia Jerzy Stępień.

## Cele Instytutu
- utrzymywanie kontaktów międzynarodowych z instytutami, fundacjami i innymi instytucjami upowszechniającymi podobne idee;
- prowadzenie, we współpracy z międzynarodowym środowiskiem intelektualnym, interdyscyplinarnych projektów badawczych;
- pobudzanie do rozwoju intelektualnego środowiska naukowego WSHiP;
- wzbogacenie programów zajęć poszczególnych wydziałów;
- pomoc w poszerzaniu zakresu programów anglojęzycznych;
- wspieranie działań dążących do uzyskania przez WSHiP amerykańskiej akredytacji;
- aktywizacja ambitnej społeczności studenckiej WSHiP pod kątem zdobywania kompetencji naukowych;
- stworzenie zaplecza badawczego dla zagranicznych naukowców zatrudnionych w Warszawie w ramach prestiżowych stypendiów (Fulbright, Ford, Rockeffeler).